# Don Jon
Don Jon (arbetstitel: Don John's Addiction) är en amerikansk film från 2013. Den är regisserad och skriven av Joseph Gordon-Levitt, som även spelar huvudrollen. Don Jon är hans regidebut. De två ledande kvinnliga rollfigurerna spelas av Scarlett Johansson och Julianne Moore.
Filmen handlar delvis om pornografi och förväntningar på relationer.

## Handling
Filmen kretsar kring Jon Martello, en ung italiensk-amerikan och något av en modern Don Juan. Han bor och arbetar som bartender i New Jersey, uppskattar sin frihet och har ett strikt träningsprogram. Han sköter om sin lägenhet och sin Chevrolet Chevelle SS (1972 års modell), liksom de veckovisa middagarna med föräldrarna och hans syster. Trots att han stoltserar med sitt singelliv, fullt med engångsligg, får han större tillfredsställese av att titta på och onanera till hårdporr. För att få förlåtelse för sina "synder", biktar han sig varje vecka i kyrkan.
På en nattklubb, där Jon umgås med sina bästa vänner Bobby och Danny, blir han förälskad i Barbara Sugarman. Hon är en attraktiv ung kvinna ur en välbärgad miljö. Trots hans intensiva flörtande tackar hon nej till hans erbjudande om ett engångsligg. Han hittar henne dock på Facebook och bjuder ut henne på lunch. Ömsesidigt tycke uppstår, men Barbara vill lära känna honom bättre först, och hon kräver att han alltid är ärlig.
De två umgås i en månad, ännu utan sex. Hon uppmuntrar Jon att anmäla sig till en kvällskurs, så han har möjlighet att ta ett arbete utanför servicesektorn. De två har olika åsikter om romantiska filmer, vilka han ogillar på grund av deras karaktär av fantasi. De träffar varandras vänner och familjer, och Jons föräldrar blir omedelbart förtjusta i henne.
Till slut har Don och Barbara sex, men Jon är fortfarande otillfredsställd. Han tycker att hennes kropp är perfekt, men han ser fortfarande pornografi som mer lockande. Barbara ertappar honom med att se på porr, men han lyckas övertyga henne att det var genom ett skämtmejl som en vän skickat till honom. Deras relation påverkas inte för stunden, men Jon döljer sin vana från henne.
Esther, en medelålders studiekamrat som Jon tidigare stött på när hon grät i ensamhet, ertappar honom med att se på porr på sin mobil (under en föreläsning). Han förnekar dock porrtittandet med eftertryck. Samtidigt fortsätter Barbara med att försöka kontrollera Jons beteende, bland annat genom att försöka få honom att sluta upp med att städa sin egen lägenhet (något han tycker om att göra). Genom att kontrollera webbläsarhistoriken på hans dator upptäcker hon att han fortfarande tittar på porr; därefter avslutar hon deras förhållande.
Jon återvänder därefter till sin tidigare livsföring, och hans konsumtion glider över i ett rent porrberoende. Jon och Esther träffar på varandra fler gånger, och hon ger honom en erotisk video som enligt henne har en mer hälsosam beskrivning av sex. Hans svar blir att bjuda in henne till en herdestund i hennes parkerade bil. Hon övertalar Jon att försöka onanera utan porr, vilket han misslyckas med. De två börjar ha regelbundet sex ihop, och hon säger att hon tror att han tycker om porr mer än relationssex, eftersom han inte funnit en riktigt intim relation med en kärlekspartner och därför fokuserar på sin egen tillfredsställelse. De två kommer varandra allt närmare, och hon avslöjar att hennes make och son dog i en bilolycka 14 månader tidigare.
Jon berättar för sin familj om hans avslutade förhållande med Barbara. Hans föräldrar ogillar det hela, men hans syster Monica stöder honom; hon förstår att hon dejtade honom eftersom hon visste att hon kunde manipulera honom. Jon träffar Barbara och ber om ursäkt för att han ljugit för henne. De diskuterar hennes förväntningar, vilka han förklarar var orealistiska. Hon ber honom att aldrig kontakta henne fler gånger.
Fast hon är betydligt äldre, och ingen av dem har lust att gifta sig, börjar Jon och Esther dejta på allvar. Han inser hur deras emotionella koppling tillåter honom att uppleva riktigt tillfredsställande sex, för första gången någonsin.

## Rollista
- Joseph Gordon-Levitt – Jon "Don Jon" Martello, Jr.
- Scarlett Johansson – Barbara Sugarman
- Julianne Moore – Esther
- Tony Danza – Jon Martello, Sr.
- Glenne Headly – Angela Martello
- Brie Larson – Monica Martello
- Rob Brown – Bobby
- Jeremy Luke – Danny
- Paul Ben-Victor – Präst

## Produktion
Produktionsplanerna för Don Jon inleddes 2008, när Gordon-Levitt skrev de första skisserna till handlingen. Rian Johnson återkopplade till honom under skrivprocessens gång och översåg flera tidiga råversioner av filmen. Christopher Nolan varnade Gordon-Levitt för att både regissera och skådespela, genom de extra utmaningar detta skulle medföra.
Gordon-Levitt träffade Scarlett Johansson på resa till New Mexico (där hon spelade in en Avengers-film). Han lyckades få henne intresserad av sin filmprojekt, den sexiga satiren Don Jon omkring ett par som är fångna i sina egna fantasier. Finansieringen till filmen var en utmaning, menar Gordon-Levitt, på grund av att den blandar två vanligtvis väsensskilda genrer – pornografisk film och udda romantisk komedi. Scarlett Johanssons beslut att bli del av projektet, en springande punkt för filmens finansiering, var att hon kände igen den typen av ung kvinna – besatt av att fånga den perfekte maken – från sin egen uppväxt. Gordon-Levitt hade Johansson som förstaval i rollen som Barbara, dels på grund av sin bildskönhet (för att öka kontrasten mellan hennes närvaro och Dons oförmåga att välja henne före sin porr) och för att hon själv objektifierats på grund av sitt utseende.
Johansson backade inte för filmens tema, eftersom hon ser den som mindre obekväm nuförtiden. Detta till trots är dagens samhällsklimat mer konservativt än tidigare. Hennes egen rollfigur har en mängd övertygelser men inte alltid en särskilt realistisk syn på världen. Gordon-Levitt anser att filmen egentligen inte handlar om pornografi utan om kärlek och relationer, och Johansson kompletterar med att den står för samhällskritik gentemot konsumism.
Gordon-Levitt har sagt att hans erfarenhet av att regissera kortfilmer för Hit Record lärt honom vad han behövde veta inför produktionen av Don Jon. Han har sagt att han hoppas att i framtiden arbeta med filmer mer som ett grupparbete.
Filminspelningen inleddes i maj 2012.

## Mottagande
Kritikerna menade att filmens Don och Barbara är stereotyper för manlig respektive kvinnlig identitet. Däremot står Esther – spelad av Julianne Moore – för en betydligt mer naturlig och ifrågasättande gestalt.
Enligt recensionsaggregeringarna på Rotten Tomatoes var (augusti 2022) 80 procent av de 202 recensionerna positiva. Den liknande sajten Metacritic ger ett snittbetyg på 66/100.